# Contea di Somerset (Maine)
La contea di Somerset, in inglese Somerset County, è una contea dello Stato del Maine, negli Stati Uniti. La popolazione al censimento del 2000 era di 50 888 abitanti. Il capoluogo di contea è Skowhegan.

## Geografia fisica
La contea si trova nella parte centro-settentrionale del Maine. L'U.S. Census Bureau certifica che l'estensione della contea è di 10606 km², di cui 10168 km² composti da terra e i rimanenti 438 km² composti di acqua.
I fiumi principali sono il Moose e il Kennebec. Attraverlo la contea passa il Sentiero degli Appalachi. Le città principali si trovano nella parte meridionale, come Fairfield, Madison, Pittsfield, Norridgewock, e Anson.

### Contee confinanti
- Contea di Aroostook - nord-est
- Contea di Penobscot - est
- Contea di Piscataquis - est
- Contea di Waldo - sud-est
- Contea di Kennebec - sud
- Contea di Franklin - sud-ovest
- Municipalità regionale della contea di Le Granit (Québec, Canada) - ovest
- Municipalità regionale della contea di Beauce-Sartigan (Québec, Canada) - ovest
- Municipalità regionale della contea di Les Etchemins (Québec, Canada) - nord-ovest
- Municipalità regionale della contea di Montmagny (Québec, Canada) - nord-ovest

## Storia
La contea fu creata nel 1809 e deve il suo nome a Somerset in Inghilterra.

## Comuni
- Anson - town
- Athens - town
- Bingham - town
- Brighton - plantation
- Cambridge - town
- Canaan - town
- Caratunk - town
- Cornville - town
- Dennistown - plantation
- Detroit - town
- Embden - town
- Fairfield - town
- Harmony - town
- Hartland - town
- Highland - plantation
- Jackman - town
- Madison - town
- Mercer - town
- Moose River - town
- Moscow - town
- New Portland - town
- Norridgewock - town
- Palmyra - town
- Pittsfield - town
- Pleasant Ridge - plantation
- Ripley - town
- Skowhegan - town
- Smithfield - town
- Solon - town
- St. Albans - town
- Starks - town
- The Forks - plantation
- West Forks - plantation

### Territori
- Lago Seboomook
- Somerset centrale
- Somerset nord-occidentale
- Somerset nord-orientale